# Mockingboard

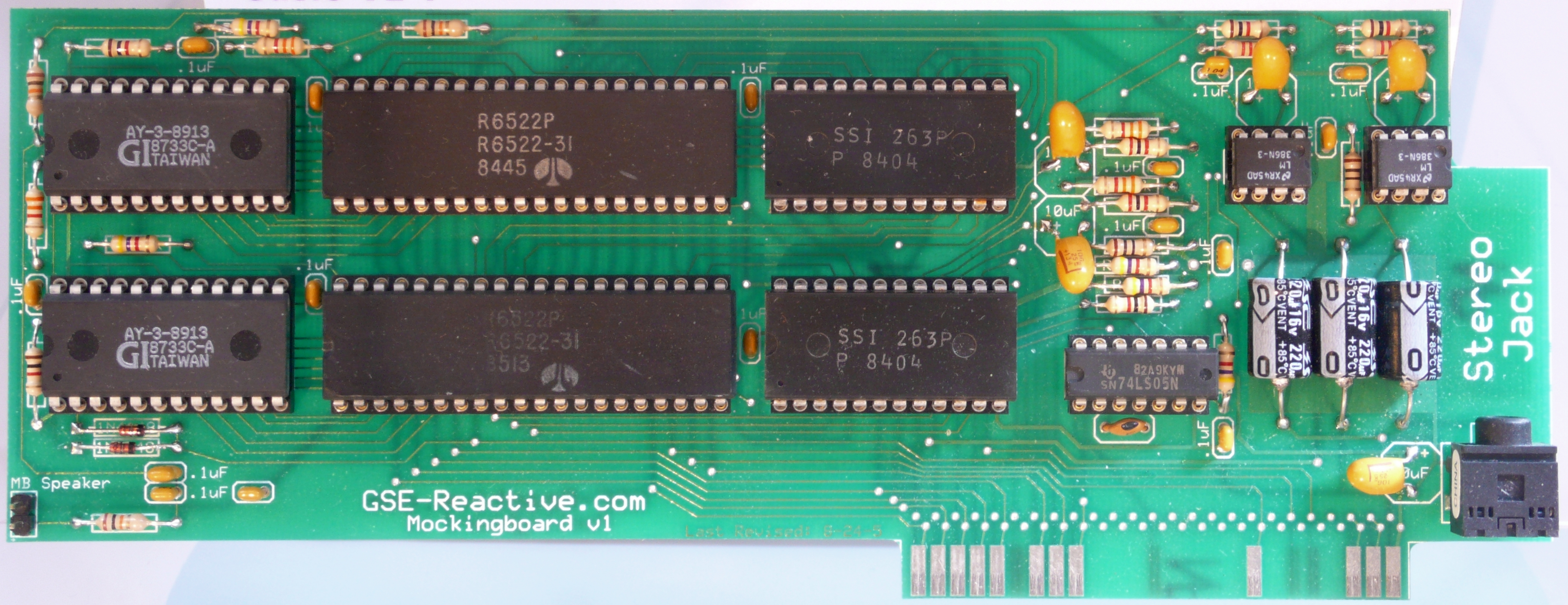
Mockingboard V1 (ein moderner Clon von und für Retrocomputing-Enthusiasten)

Die Soundkarte Mockingboard (Wortspiel mit dem englischen „mockingbird“ – Spottdrossel) war eine Erweiterungskarte der Firma Sweet Micro Systems für den Heimcomputer Apple II bzw. Apple IIc und eine der weltweit ersten Soundkarten für Privatanwender überhaupt. Sie wurde in verschiedenen Varianten verkauft; die Standardvariante bot sechsstimmige Soundsynthese und ließ sich um eine Sprachsynthese-Erweiterung aufrüsten.
Der Apple II verfügte von Haus aus nur über sehr beschränkte Möglichkeiten zur Sound-Ausgabe. Seine Soundschnittstelle bestand aus einem eingebauten Lautsprecher, dessen Membran per Software-Zugriff auf eine bestimmte Hardware-Adresse zwischen zwei räumlichen Positionen hin- und hergeschaltet werden konnte – im Wesentlichen entsprach das einer noch primitiveren Variante des späteren IBM-PC-Systemlautsprechers. Über geeignete Programme konnte dieser Ausgang in den gewünschten Frequenzen umgeschaltet werden und so Töne ausgeben. Allerdings besaß der Apple II keine programmierbaren Frequenzgeneratoren, Timer oder Interruptquellen, die CPU musste sich daher um die gesamte Tonerzeugung kümmern – was Soundprogramme sehr kompliziert machte und die Ausführung anderer Aufgaben (etwa die Änderung des dargestellten Bildschirminhalts) während einer Tonausgabe praktisch verhinderte.

## Hardware
Das Mockingboard basierte auf dem Soundchip AY-3-8910, der drei unabhängige Rechteckgeneratoren und einen durchstimmbaren Rauschgenerator mitbrachte. Dieser Chip wurde in vielen Spielekonsolen der 1980er und später auch im Atari ST verbaut, so dass ein Mockingboard in der Grundausstattung einen vergleichbaren Sound lieferte. Angesteuert wurde der Soundchip über den Interface-Chip VIA 6522, der zugleich die beim Apple II fehlenden Timer und Interruptquellen nachrüstete. Ein 0,5-W-Ausgangsverstärker zum Anschluss an einen 8-Ohm-Lautsprecher komplettierte die Schaltung.
Varianten des „Mockingboards“ brachten mehr als einen Soundchip mit und boten außerdem die Möglichkeit, den Sprachsynthese-Chip Votrax SC-01 nachzurüsten. Später wurde die weitgehend kompatible Chip-Variante SC-223 eingesetzt.